# Base Aérea de Meneg
La Base Aérea de Meneg (en árabe: قاعدة مطار منج‎, también llamada Menagh, Minnigh o Minakh) es una instalación perteneciente a la Fuerza Aérea Árabe Siria, localizada en Meneg, a 6 km al sur de Azaz en la gobernación de Alepo en Siria.
La Base Aérea de Meneg fue hasta su captura por la oposición siria la base del 4.º Escuadrón de Entrenamiento de Vuelo, equipado con aviones de entrenamiento MBB 223 Flamingo y helicópteros Mil Mi-8.

## Historia
La base aérea se convirtió en un objetivo importante de la oposición siria armada durante la batalla de Alepo de la Guerra Civil Siria. La base aérea quedó asediada por las fuerzas de la oposición desde agosto de 2012 hasta que cayó en sus manos el 5 de agosto de 2013.
La base fue tomada por una coalición de milicianos del Ejército Libre Sirio (FSA), el Frente Al-Nusra y el entonces llamado Estado Islámico de Irak y el Levante (ISIS), liderada por el capitán Ahmad Eissa al-Gazaly del FSA y las Northern Knights Brigadas del FSA. El asalto comenzó con la detonación de un coche bomba por dos suicidas del ISIS.
El FSA y el Frente Al-Nusra comenzaron a combatir entre sí el 26 de octubre de 2013, llevando a que el FSA se retirara de la base aérea el 4 de noviembre de 2013.
Luego de que el 3 de enero de 2014 el ISIS entró en guerra con sus exaliados de la oposición siria, el 28 de febrero de 2014 se retiró de la base y de la cercana ciudad de Azaz, que quedaron en manos del Frente Al-Nusra.
La base volvió a manos del ejército Sirio luego de la ofensiva Turca en Afrin en el 2018.